# Jörg Schlegel
Jörg Schlegel (ur. 16 listopada 1940 w Braniewie w Prusach Wschodnich, zm. 20 września 2010 w Berlinie) – niemiecki sekretarz stanu, w latach 1988–2003 zastępca Dyrektora Naczelnego Izby Przemysłowo-Handlowej IHK Berlin i Dyrektor BAO BERLIN lnt. GmbH, odznaczony Krzyżem Oficerskim Orderu Zasłużonych RP.

## Życiorys
Jörg Schlegel ukończył w 1966 studia na Wolnym Uniwersytecie w Berlinie (niem. Freie Universität Berlin) na kierunku ekonomia. W tym samym roku rozpoczął pracę w Urzędzie Ochrony Konkurencji i Konsumentów RFN (Bundeskartellamt). W 1969 roku został w tym urzędzie rzecznikiem prasowym, a w 1971 szefem personalnym.
W 1975 roku Jörg Schlegel został sekretarzem stanu w Departamencie Senatu ds. Gospodarczych i Transportu. W 1983 roku przejął zarządzanie berlińskim stowarzyszeniem wolnych przedsiębiorstw mieszkaniowych. W 1988 został zastępcą dyrektora generalnego Izby Przemysłowo-Handlowej (IHK) w Berlinie. W tym samym czasie został dyrektorem zarządzającym spółki zależnej IHK BAO Berlin International (biuro psychologii pracy i organizacji). Sprawował oba te stanowiska, dopóki nie przeszedł na emeryturę, i stał się kluczową postacią w gospodarce Berlina w latach po zjednoczeniu Niemiec.
22 lipca 1993 został odznaczony przez prezydenta RP Lecha Wałęsę Krzyżem Oficerskim Orderu Zasłużonych RP.